# NGC 6231

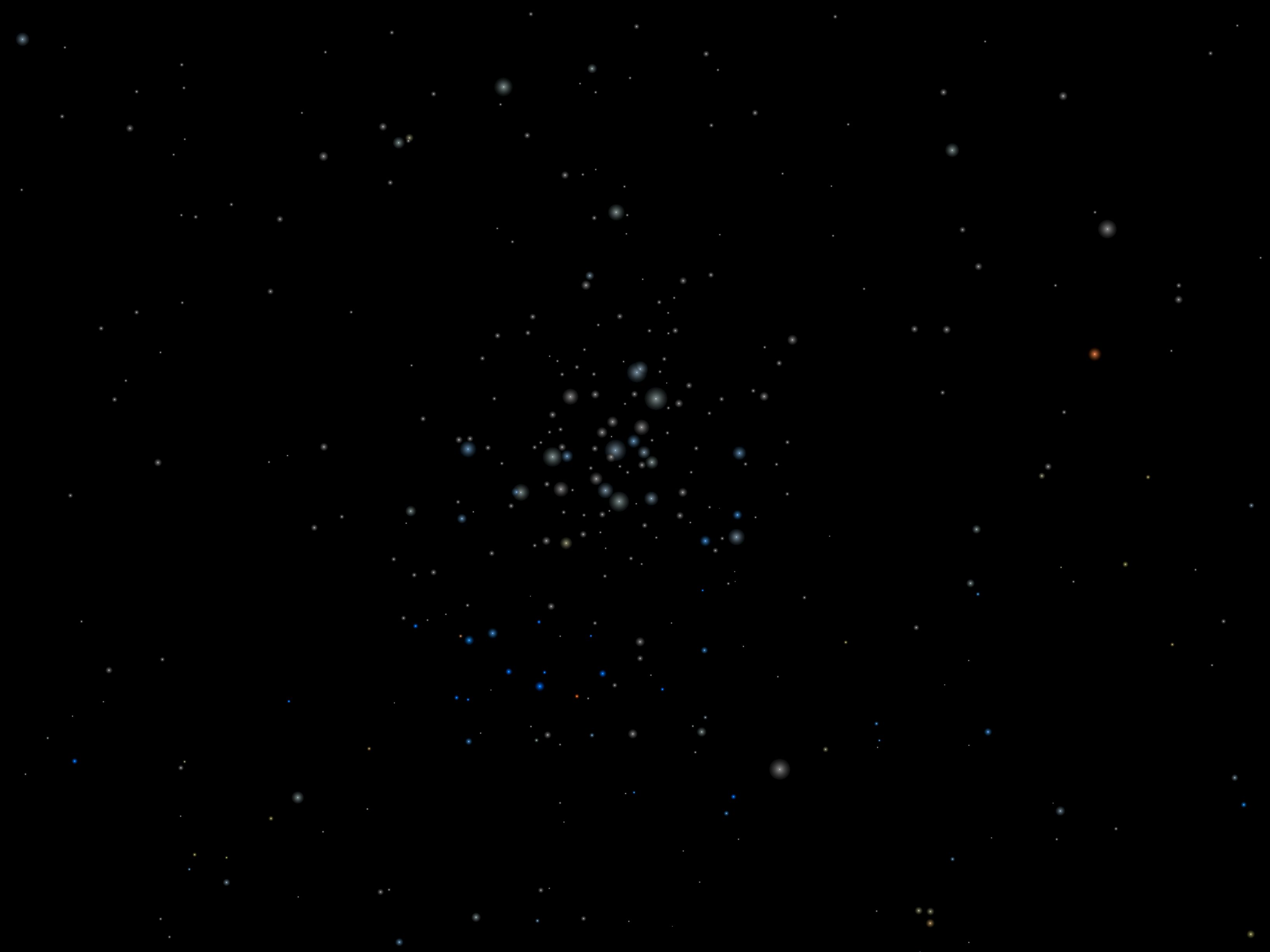
NGC 6231

NGC 6231 sau Caldwell 76 este un roi deschis din constelația Scorpionul. 